# Pararrhaptica
Pararrhaptica là một chi bướm đêm thuộc phân họ Tortricinae của họ Tortricidae.

## Các loài
- Pararrhaptica capucina (Walsingham, in Sharp, 1907)
- Pararrhaptica chlorippa (Meyrick, 1928)
- Pararrhaptica dermatopa (Meyrick, 1928)
- Pararrhaptica falerniana (Walsingham, in Sharp, 1907)
- Pararrhaptica fuscocinereus (Swezey, 1913)
- Pararrhaptica fuscoviridis (Walsingham, in Sharp, 1907)
- Pararrhaptica leopardellus (Walsingham, in Sharp, 1907)
- Pararrhaptica leucostichas (Meyrick, 1932)
- Pararrhaptica lichenoides (Walsingham, in Sharp, 1907)
- Pararrhaptica longiplicatus (Walsingham, in Sharp, 1907)
- Pararrhaptica lysimachiae (Swezey, 1933)
- Pararrhaptica lysimachiana (Swezey, 1946)
- Pararrhaptica notocosma (Meyrick, 1928)
- Pararrhaptica perkinsiana Walsingham, in Sharp, 1907
- Pararrhaptica punctiferanus (Walsingham, in Sharp, 1907)
- Pararrhaptica pycnomias (Meyrick, 1929)
- Pararrhaptica sublichenoides (Swezey, 1913)
- Pararrhaptica subsenescens (Walsingham, in Sharp, 1907)
- Pararrhaptica trochilidanus (Walsingham, in Sharp, 1907)